# 风采街道
风采街道是中国广东省韶关市浈江区的一个街道，位于韶关市区小岛的中心。

## 地理
风采街道辖区总面积3平方公里，东西分别以浈江河与武江河为界，东至东堤路，南至环园路，西至西堤路，北至帽峰路，北面与浈江区十里亭镇相接。

## 行政区划
辖区内有19个社区居民委员会：
风采路社区、风度北社区、北直街社区、市政府社区、中山路社区、升平路社区、峰前路社区、建国路社区、壮志街社区、圣堂巷社区、学工区社区、风度中社区、东堤南社区、河滨社区、文化街社区、井巷社区、老东门社区、解放路社区和环园路社区。

## 人口
2009年辖区内居民有26018户，户籍总人口72149人，外来人口3918人。